# Sumberarum (Ngraho)
Sumberarum is een bestuurslaag in het regentschap Bojonegoro van de provincie Oost-Java, Indonesië. Sumberarum telt 3094 inwoners (volkstelling 2010).